# Condado da Ístria
Condado de Ístria (em croata: Istarska županija; em italiano:Regione istriana) é um condado da Croácia. Sua capital é a cidade de Pazin.

## Divisão administrativa
O Condado está dividido em 10 Cidades e 31 Municípios.
As cidades são:
- Buje
- Buzet
- Labin
- Novigrad
- Pula
- Pazin
- Poreč
- Rovinj
- Umag
- Vodnjan

As municípios são:
- Bale
- Barban
- Brtonigla
- Cerovlje
- Fažana
- Funtana
- Gračišće
- Grožnjan
- Kanfanar
- Karojba
- Kaštelir-Labinci
- Kršan
- Lanišće
- Ližnjan
- Lupoglav
- Marčana
- Medulin
- Motovun
- Oprtalj
- Pićan
- Raša
- Sveta Nedelja
- Sveti Lovreč
- Sveti Petar u Šumi
- Svetvinčenat
- Tar-Vabriga
- Tinjan
- Višnjan
- Vižinada
- Vrsar
- Žminj